# Ведмецкая, Марина Андреевна
Марина Андреевна Ведмецкая (род. 20 июля 1961, Евпатория, Крымская область) - советский и украинский педагог, украинский и российский муниципальный деятель. Депутат Евпаторийского городского совета (2006-2010). Исполняющая обязанности Евпаторийского городского головы  (27 июня 2014 – 28 сентября 2014).

## Биография
Родилась 20 июля 1961 года в городе Евпатория. В 1983 году окончила Симферопольский  государственный университет им. М.В. Фрунзе, преподаватель химии. В 1983-2001 годах учитель химии, заместитель директора школы по учебно-воспитательной работе, директор школы. В июле 2001 – июне 2006 и в ноябре 2010 – сентябре 2011 начальник управления образования Евпаторийского городского совета. В 2007 году окончила Крымский республиканский институт последипломного педагогического образования, экономист предприятия). В июне 2006 – ноябре 2010 года депутат, секретарь Евпаторийского городского совета. С 30 сентября 2011 года заместитель Евпаторийского городского головы по вопросам деятельности исполнительных органов совета, с 23 марта 2012 по 28 сентября 2014 – первый заместитель. После отставки А. П. Даниленко с 27 июня 2014 по 28 сентября 2014 – врио Евпаторийского городского головы, вплоть до утверждения новых должностных лиц по российскому законодательству. С сентября 2014 года вновь первый заместитель по вопросам деятельности исполнительных органов совета . 
Заместитель начальника санатория «Буревестник» МВД России по общим вопросам.
Заслуженный работник образования (2007).  